# 郑全行
郑全行，伊斯兰教经名為莫哈末里杜安（1965年4月24日—），马来西亚华裔穆斯林学者、伊斯兰教宗教司、苏丹再纳阿比丁大学教授，现任非政府组织全民共识署理主席。郑全行时常发表马来种族主义及伊斯兰主义的争议性言论，其招牌为使用「超级怕输者」（ultra kiasu）一词来指称马来西亚华人，以抨击非穆斯林和非马来人的激进立场而备受批评。

## 生平

### 背景
郑全行于1965年4月24日出生在霹雳州的峇眼拿督，家中包括他在内共有10位兄弟姐妹，7男3女，他排行第8。郑全行是福建籍贯，能说一口流利的福建话，他幼儿园学过不到1年的中文，因为交通的关系，之后都是在国小、国中念书。郑全行在初中三考SRP考试，对修读宗教科目充满兴趣，之后在大马文凭考试也报考宗教科目，在学习了解了伊斯兰后，决定改奉伊斯兰教。
郑全行先在国际伊斯兰大学完成了伊斯兰教研究文凭。之后在马来西亚国立大学完成政治学学士学位和策略研究学硕士学位，尔后在博特拉大学修读博士，主修政治与政府研究，曾任职于登嘉樓苏丹再纳阿比丁大学（UniSZA）的伊斯兰产品和文化研究院（INSPIRE），现为该大学通识与继续教育学院C级讲师。
郑全行在改奉伊斯兰教逊尼派后不时批评非马来人和非穆斯林，尤其是马来西亚华人。他多次在巫统控制的《马来前锋报》所撰写文章，常常发表一些具有争论性的文章，譬如针对喝酒、衣著规定等点评时事课题，当中以种族关系为主，常以伊斯兰主义指责非穆斯林。郑全行也多次批评华教课题，包括批评华校无助国民团结和把華社三大支柱比做共产主义等，引起华社抗议。但郑全行却把5名孩子都送进华小念书，马来西亚华社对此批击他虚伪。郑全行有着华裔穆斯林身份，同时又是宗教司，也曾是马来西亚华人穆斯林协会副会长。

### 退出马华公会
1996年，郑全行申请加入马华公会，2000年加入马华公会成为雪蘭莪区永久会员，但他的党员身份在民间社会鲜为人知。
2016年5月29日，郑全行因不满马华公会反对落实伊刑法宣布退党，同时也自爆自己是马华党员。郑全行对此表示最初是因为希望通过该党向华社宣教，但在马华反对伊斯兰主义后感到失望。他谴责马华公然反对伊刑法，等同於和伊斯兰为敌：「伊斯兰的敌人，即是我的敌人。我不想留在马华受罪。」并敦促马华与民政党应该离开马来西亚，到共产主义国家另起炉灶，和批评马华、国大党等部长恫言伊刑法一过就会辞职，实则不懂感恩。
马华组织秘书长姚炜豪针对郑全行宣布退出马华不感到意外和表示尊重，强调马华创党宗旨之一是确保和维护一个以多元种族为基础的国会制度和民主政府，表示马华从来都不是一个极端的政党。同时也批评他发表想要成为华裔与伊斯兰教的桥梁的言论，但显示出他言行不一，还以各种言论诋毁华社华裔的同时，却要保留马华党籍，要成为沟通的桥梁，这根本就是自相矛盾。此前马华宗教和谐局主任郑联科也批评过他不断的攻击华社、华基政党、华教等，证明其思维及举止有问题，同时也是一个“超级怕输”的华裔穆斯林。

### 被禁入境
2014年12月26日，郑全行因多次发表具有争论性的文章，被砂拉越州以破坏种族和谐为由，在抵达古晋国际机场后被禁止入境。
2016年3月21日，郑全行撰文申诉他在1个月前遭禁足新加坡。他和友人从马来西亚新山入境新加坡时，在新加坡兀兰关卡遭新加坡移民局官员扣留盘问超过2小时，同时被拍照和索取指纹，自称「遭到如同恐怖分子般的待遇」，最后被禁止入境。

### 遭到封杀
2016年9月，郑全行在马来报章《阳光日报》的专栏已被暂停，惟该报否认因受压而关停郑全行专栏。不过两名报社高层说法不一，《阳光日报》社论版执行顾问阿都加里尔阿里（Abdul Jalil Ali）表示是因为其专栏期限已到。《阳光日报》董事经理胡桑慕丁（Hussamuddin Yaacub）则表示，是郑全行自行通知该报总编辑，向专栏版请假。
2022年12月15日，正值首相安华领导的团结政府新成立后不久，郑全行在国营电视台RTM的清谈节目「伊斯兰事务首要论坛」（Forum Perdana Ehwal Islam）临时遭到取消。其子郑卡拉菲（Qarafi Tee）表示是通讯及数码部部长下的指示，禁止郑全行参与录制节目。惟通讯及数码部长法米否认他曾下令封杀郑全行，称上述节目并不在他的权限范围内。

### 出任全民共识署理主席
2022年12月15日，非政府组织全民共识（Muafakat Nasional，又称国民和谐）公布最高理事会名单，郑全行也在行列。2023年1月7日，全民共识主席安努亚慕沙宣布，委任4名署理主席，其中包括郑全行，以及前房屋及地方政府部长祖莱达、前首相署部长莫哈末礼端，和前旅游、艺术及文化部副部长山达拉古玛。

## 家庭
郑全行在20岁改奉伊斯兰教，24岁结婚。太太是他在大学认识的马来女子诺丽莎阿克峇（Norisah Akbar）。郑全行有六名孩子，四男二女，分别是长子郑卡拉菲（Qarafi Tee）、次子郑沙菲（Syafi Tee）、三子郑纳扎菲（Nazafee Tee）、四子郑阿里菲（Arifee Tee）、五女郑努阿丽莎（Nur Arissa Tee），以及六女郑努依扎（Nur Izza Tee）。不过实际上只有一半的孩子名字有「郑」氏（Tee），因为之前的政策不允许改信伊斯兰后保留中文名，之后是通过华人穆斯林组织去争取才废除此条例。
郑全行的次子郑沙菲是本地知名新人演员，是2019年的吉隆坡电视剧节参与者，并在2021年《每日新闻》人气明星奖中获提名最受欢迎新男艺人，但他也曾在2014年卷入伪造大马教育文凭成绩单庭案，以及在2022年被发现拥抱亲吻疑似变性女子的情人。

## 个人形象
郑全行最深刻的印象是他一再重复使用“Ultra kiasu”（超级怕输）来形容华人。他也不讳言这形容词说：“就是我的招牌（trademark）”。
这个口号源自他的博士论文，他在研究有关华人如何看马来政治和访问了400名华裔学生，并根据7个不同的标准来衡量，ultra kiasu（超级怕输）、moderate kiasu（一般怕输）、less kiasu（不那么怕输）等。他的研究结果认为华人的看法都是属于ultra kiasu，他发现受访者的背景都是来自华小、看中文报章、每天听和看中文电台及电视台，不和马来人交流。而他也多次批击马来西亚华人对国阵政府没有感恩之心。

## 争议

### 反对合法化趙明福遺腹子
2009年7月26日，郑全行在《马来西亚前锋报》专稿评论赵明福的遗腹子课题。赵明福是雪兰莪州行政议员欧阳捍华的政治秘书，于2009年7月16日在反贪会办公楼离奇坠楼身亡，留下怀有身孕的未婚妻苏淑慧，其遗腹子名份问题有待处理。郑全行呼吁马来西亚政府，无论赵明福死因为何，都不能合法化赵明福遗腹子的名份，表示因为赵明福未婚有子，违反回教教义，还说释迦牟尼、孔子、老子若还在世，肯定不会同意赵明福的孩子姓赵，并一定会严厉谴责那些让遗腹子合法化的人。其言论引起赵明福家属的抗议和华社不满，要求郑全行道歉。大马佛教青年总会也发文告，反驳郑全行错误引述佛教教理的不当言论。
8月2日，郑全行再度撰文，将《中国报》和《南洋商报》卷入其中，指责他们断章取义，只蓄意摘录他谈到赵明福遗腹子文章部分，没有刊登他同情与维护死者的部分，表示「这显示中文报是多么的种族主义」，其言论再度引起赵家家属、华文报报界和华社不满。社青团总团长陆兆福谴责郑全行麻木不仁、种族主义及自相矛盾的言论，独断地把一个惨剧扭曲成非法私生子泛滥的例子，对赵家造成伤害及抹黑了赵明福。《南洋商报》也在8月4日夜报和隔日早报以封面反击郑全行，指责他别乱扣帽子和讽刺他「显然很需要重上评论的入门基础课程」。前《南洋商报》总编辑张木钦也在部落格中严厉批评郑全行身为宗教家，却心胸狭窄，不懂尊重人，指责他不该把孔子、老子、释迦三位圣人拖下水，并举例说儒释道三教都懂得尊重别人，不会把自己的宗教价值观和宗教习俗强加在别人身上。

### 批评华人输不起
2009年8月9日，郑全行因不满其两篇「批评赵明福未婚有子」的言论引起赵明福家属和朝野政党一轮的挞伐后，再次在《马来西亚前锋报》发表第三篇回应，掀起激烈的批评。郑全行因不满朝野政党领袖不约而同地炮轰他“不知悔改”，并且“颠三倒四”，贬低马来西亚华人的尊严，煽动回教徒和非回教徒之间的不满后，他在《马来西亚前锋报》发表文章〈目的正当化手段的危险〉直批大马华人是“超级怕输”（ultra kiasu）的民族，而且少部分更是伪君子，不知感恩，搬弄是非以推动自己的隐议程，引起马华公会与民主行动党齐声炮轰他煽动国民分裂。

### 撰文涉嫌仇恨兴都教徒
2013年2月18日，郑全行在马来报章《阳光日报》刊登一篇题为「穆斯林的容忍是有限的」的文章，含有仇恨和歧视兴都教徒意味，引发数十名非政府组织成员在2月22日到该报莎亚南总部抗议。郑全行在文中指印度动作电影《无相劫》（Vishwaroopam）含有贬低伊斯兰的成分，但影片遭电检局删减后，内政部就允许重新上映。他哀叹穆斯林被迫妥协，以便迁就非穆斯林。文中也有一段指大宝森节时，黑风洞一带的道路非常阻塞，只看到「单色人海」聚集，仿佛这个国家没有其他肤色，308大选后兴都教宗教仪式更加蓬勃，指称这个国家为了选票失去了身份，伊斯兰和马来议程无处可寻。当时抗议集会场面一度紧张，抗议者质疑报馆未编辑郑全行的文章就径自刊登。最后《阳光日报》执行顾问阿都加里尔阿里承认是编辑疏失，承诺该报明天将公开道歉，同时也会要求郑全行道歉。国大党主席巴拉尼威也就此事猛烈抨击，要求首相纳吉对付发表「恶毒种族主义言论」的郑全行。

### 論文涉嫌抄襲
2013年11月21日，民主行动党士布爹国会议员郭素沁与上议员阿里芬奥玛召开记者会，揭露郑全行升任国防大学副教授的評估考試所提呈的論文涉嫌抄襲。他们在记者会上出示郑全行的其中一份研究计划书，以及工艺大学学者艾里尔雅思琳（Airil Yasreen Mohd Yassin）的文章，力证郑全行涉嫌抄袭，就连艾里尔的文法错误也照抄无误，当中的一整段文字或一整页甚至是一模一样，而郑全行并未在计划书中列明句子和文章的出处。同是国防大学前教授的阿里芬也指控，他與鄭全行共事時曾接獲一些講師和職員對鄭全行的投訴，但国防大学校长并没有认真看待郑全行涉嫌抄袭论文的指控，反而还擢升他。艾里尔随后揭露，他已经致函国防大学举报郑全行的论文抄袭其部落格文章，但至今国防大学还没有回覆。郑全行则向《当今大马》驳斥称指责他抄袭的人是企图「人格谋杀」，作出指控者都是不认同其观点的人士，坚称这些指控不会影响他作为学术人员的声誉。

### 教导学生种族清洗课题
2013年12月3日，郭素沁在国会质问国防部，身为国防大学副教授的郑全行是否在课堂内教导学生种族清洗议题。她指责郑全行的教导「违反国防道德与法律」，并促请国防部交代是否会对付郑全行。她也引述郑全行在马来报章发表的专栏文章，力证郑全行美化二战时期的德国纳粹党魁希特勒，支持种族清洗犹太人。国防部副部长阿都拉欣表示，该部将调查这项指控，看郑全行是以根据事实或是煽动方式来教导。随后郑全行在《阳光日报》发文，以「怕输的老处女」（kiasu spinster）来形容郭素沁，要求她应多学习以获得更多学位。此番言论引起行动党强烈不满，要求郑全行为其粗俗羞辱女性的言论道歉。2014年8月12日，国防大学以简短文告宣布，从4月30日起郑全行起不再是该校讲师，其在外头的言论和文章与大学无关。

### 女性衣着强奸论
2015年2月16日，郑全行在马来报章《阳光日报》的专栏撰文「当无知者讲话」的文章，批评马来社会精英G25组织指吉兰丹不适合落实伊刑法的课题和对女着与强奸案的看法。其中他指女性显示性感穿着是强奸案的主要原因，而华裔女性被强奸的案例比较少，是因为她们都自愿在未婚下与人发生性行为， 所以才较少「强奸」，还透露自己的女亲属也是属于性开放。马来新闻网站《人民邮报》在转载此文章后，引起网民群起批评郑全行是在侮辱女性和散布仇恨内容。郑全行于2月28日否认发表过女性显示性感穿着会促使男人强奸女性的说词，澄清只有很少数人才会如此。并指其言论遭到一些不负责任的媒体歪曲内容，以突出文章亮点来编写新闻。

### 华裔运动员不爱国论
2016年8月30日，郑全行在马来报章《每日新闻》专栏撰稿，指责华裔运动员重视奖金多过爱国，因此才会选择个人体育项目而非团队性质的项目。他举例像足球或曲棍球讲求团体合作的体育项目，是难以吸引非马来人参加的，理由就是华人追求个人功名，因为功名可以令他们致富，符合他经常所说的「超级怕输」民族个人特性。此言论一出引来各界挞伐。青年与体育部长凯里批评郑全行以负面方式质疑国家运动员，是一种侮辱人且不负责任的行为。马华青年团总秘书梁捷顺也就此事报案，要求他为破坏种族和谐与团结的言论道歉。槟州首长林冠英也批评郑全行思想极端犹如「伊斯兰国」组织，促请中央政府严厉对付郑全行。内政部长阿末扎希之后表示警方已针对郑全行发表煽动性的言论展开调查。

### 哭求捍卫争议传教士
2019年8月，印度籍伊斯兰传教士查基尔纳益（Zakir Naik）因发表华人、印度人比他更应该先离开马来西亚的言论后，引起华印社群的激烈反应，要求时任首相马哈迪·莫哈末遣返查基尔回印度受审。查基尔是印度经济通缉犯，正在马来西亚接受政治庇护。郑全行对此哽咽落泪呼吁全国穆斯林及有意皈依伊斯兰的非穆斯林一起捍卫印度籍伊斯兰传教士查基尔纳益，再次激起华社对他的不满。他甚至还批评董教总此前反对在华淡小学课业增加6页爪夷文的课题，指责华教组织的嘴巴越来越臭，且表示伊斯兰是大马官方宗教，他们此举等同违反宪法。

## 著作
- 《迈向品质提升》（Ke Arah Peningkatan Kualiti，1995）
- 《马来人在马来土地上的命运》（Nasib Melayu Di Bumi Melayu，2010）
- 《马来主权尚存？在现实与幻想之间》（Masih Adakah Ketuanan Melayu? Antara Realiti dan Fantasi，2011）
- 《先锋派郑全行》（Avant Garde Ridhuan Tee，2012）
- 《新教友在马来西亚的挑战》（Cabaran Saudara Baharu di Malaysia，2012）
- 《马来人变成多数中的少数》（Melayu Menjadi Minoriti Dalam Majoriti，2013）
- 《邪恶之手：马来人与超级怕输者》（Tangan-tangan Jahat: Melayu & Ultrakiasu，2014）
- 《马来人：劝善惩恶》（Melayu: Amar Makruf Nahi Mungkar，2016）